# Fontaine de Cybèle
La fontaine de Cybèle (en espagnol, Fuente de Cibeles) est un monument de la ville de Madrid, en Espagne.

## Situation
La fontaine occupe le centre de la place de Cybèle, au cœur de la ville de Madrid.      

## Histoire

### Contexte historique
Dans la deuxième moitié du XVIIIe siècle, le roi Charles III entreprend une série de réformes, parmi lesquelles figure la modernisation de la capitale pour la mettre au niveau des autres grandes villes européennes telles que Saint-Pétersbourg ou Paris. Ce plan inclut la création de monuments emblématiques, tels que les fontaines de Cybèle et de Neptune ou la porte d'Alcalá.
Les deux fontaines sont conçues dans le cadre de l'embellissement du Paseo del Prado selon un programme artistique inspiré de la mythologie gréco-romaine. 

### Construction
La fontaine est réalisée par l'architecte espagnol Ventura Rodríguez entre 1777 et 1782. Urbaniste en chef de la mairie, de ses fontaines et de ses voiries d'eau, il cherche à rassembler la fonction ornementale avec l'usage pratique, créant une figure enfantine portant une jarre d'où sort un verseur d'eau potable pour son utilisation publique. Pour la construction, 10 000 kg de pierres sont nécessaires.
Trois artistes travaillent en équipe sur les différents éléments du monument. Le sculpteur Francisco Gutiérrez Arribas se charge de la figure de la déesse Cybèle et des roues du char. Le Français Roberto Michel exécute les deux lions, cependant que Miguel Jiménez réalise les éléments décoratifs ornant le châssis du char, pour lesquels il reçoit 8 400 réaux.
En 1791, le nouvel urbaniste en chef de Madrid, Juan de Villanueva, propose de disposer sur les côtés de la fontaine deux sculptures de pierre d'un dragon et d'un ours qui jettent de l'eau par des tuyaux situés dans leur bouche. Le dragon est destiné à l'usage public tandis que l'ours sert à remplir les tonneaux des 50 porteurs d'eau assignés à la fontaine. Ces deux œuvres du sculpteur Alfonso Bergaz (fils) sont retirées du monument en 1862. 

### Aménagements
Édifiée à l'origine devant le palais de Buenavista, la fontaine est installée à son emplacement actuel en 1895. 
La grande réserve d'eau qui l'alimente a été à moitié enterrée du fait de la rénovation des édifices environnant la place.
Une réplique moderne de cette fontaine se trouve à Mexico, sur la place du même nom.